# Andrzej Guzik
Andrzej Guzik (ur. 15 kwietnia 1943) – polski koszykarz, medalista mistrzostw polski.

## Osiągnięcia
Drużynowe
- Mistrz Polski:
  - 1964
  - juniorów (1962)
- Wicemistrz Polski:
  - 1965, 1966
  - juniorów (1961)
- Brązowy medalista mistrzostw Polski (1963)
- Uczestnik Festiwalu FIBA z Wisłą Kraków (1965)